# Sant'Ambrogio sul Garigliano
Sant'Ambrogio sul Garigliano is een gemeente in de Italiaanse provincie Frosinone (regio Latium) en telt 997 inwoners (31-12-2004). De oppervlakte bedraagt 9,0 km², de bevolkingsdichtheid is 123 inwoners per km².

## Demografie
Sant'Ambrogio sul Garigliano telt ongeveer 366 huishoudens. Het aantal inwoners daalde in de periode 1991-2001 met 4,0% volgens cijfers uit de tienjaarlijkse volkstellingen van ISTAT.
| Jaar | Inwoneraantal |
| ---- | ------------- |
| 1991 | 1025          |
| 2001 | 984           |

## Geografie
De gemeente ligt op ongeveer 137 m boven zeeniveau.
Sant'Ambrogio sul Garigliano grenst aan de volgende gemeenten: Rocca d'Evandro (CE), Sant'Andrea del Garigliano, Sant'Apollinare.